# Međupodsavezna nogometna liga Daruvar – Virovitica 1975./76.
Međupodsavezna nogometna liga Daruvar – Virovitica je bila liga petog stupnja nogometnog prvenstva Jugoslavije u sezoni 1975./76. 
 
Sudjelovalo je 14 klubova, a prvak je bila "Zdenka" iz Velikih Zdenaca.  

## Ljestvica
| mj. | klub                     | ut. | pob. | ner. | por. | gol+ | gol- | bod |
| --- | ------------------------ | --- | ---- | ---- | ---- | ---- | ---- | --- |
| 1.  | Zdenka Veliki Zdenci     | 26  |      |      |      |      |      | 38  |
| 2.  | Proleter Lukač           | 26  |      |      |      |      |      | 37  |
| 3.  | Partizan Suhopolje       | 25  |      |      |      |      |      | 35  |
| 4.  | Slavonac Lipik           | 26  |      |      |      |      |      | 34  |
| 5.  | Borac Virovitica         | 26  |      |      |      |      |      | 32  |
| 6.  | Crvena zvezda Obilićevo  | 25  |      |      |      |      |      | 28  |
| 7.  | Hajduk Pakrac            | 26  |      |      |      |      |      | 25  |
| 8.  | Radnik Veliki Grđevac    | 26  |      |      |      |      |      | 24  |
| 9.  | Omladinac Korija         | 26  |      |      |      |      |      | 23  |
| 10. | Proleter Bušetina        | 26  |      |      |      |      |      | 21  |
| 11. | Rapid Virovitica         | 26  |      |      |      |      |      | 20  |
| 12. | Drava Terezino Polje     | 26  |      |      |      |      |      | 20  |
| 13. | Bilogorac Grubišno Polje | 26  |      |      |      |      |      | 18  |
| 14. | Bratstvo Sirač           | 26  | 2    | 2    | 22   | 33   | 122  | 6   |

- poredak bez jedne utakmice
- Obilićevo, skraćeno za Novo Obilićevo – tadašnji naziv za Zvonimirovo

## Rezultatska križaljka
| kratica | klub                     | BIL | BRA | BOR | CRVZ | DRA | HAJ | OML | PAR | PROB | PROL | RAD | RAP | SLA | ZDE |
| --- | ------------------------ | --- | --- | --- | ---- | --- | --- | --- | --- | ---- | ---- | --- | --- | --- | --- |
| BIL | Bilogorac Grubišno Polje |     |     |     |      |     |     |     |     |      |      |     |     |     |     |
| BRA | Bratstvo Sirač           |     |     |     |      |     |     |     |     |      |      |     |     |     |     |
| BOR | Borac Virovitica         |     |     |     |      |     |     |     |     |      |      |     |     |     |     |
| CRVZ | Crvena zvezda Obilićevo  |     |     |     |      |     |     |     |     |      |      |     |     |     |     |
| DRA | Drava Terezino Polje     |     |     |     |      |     |     |     |     |      |      |     |     |     |     |
| HAJ | Hajduk Pakrac            |     |     |     |      |     |     |     |     |      |      |     |     |     |     |
| OML | Omladinac Korija         |     |     |     |      |     |     |     |     |      |      |     |     |     |     |
| PAR | Partizan Suhopolje       |     |     |     |      |     |     |     |     |      |      |     |     |     |     |
| PROB | Proleter Bušetina        |     |     |     |      |     |     |     |     |      |      |     |     |     |     |
| PROL | Proleter Lukač           |     |     |     |      |     |     |     |     |      |      |     |     |     |     |
| RAD | Radnik Veliki Grđevac    |     |     |     |      |     |     |     |     |      |      |     |     |     |     |
| RAP | Rapid Virovitica         |     |     |     |      |     |     |     |     |      |      |     |     |     |     |
| SLA | Slavonac Lipik           |     |     |     |      |     |     |     |     |      |      |     |     |     |     |
| ZDE | Zdenka Veliki Zdenci     |     |     |     |      |     |     |     |     |      |      |     |     |     |     |
| |                          |     |     |     |      |     |     |     |     |      |      |     |     |     |     |
| podebljan rezultat - utakmice od 1. do 13. kola (1. utakmica između klubova) rezultat normalne debljine - utakmice od 14. do 26. kola (2. utakmica između klubova) rezultat nakošen - nije vidljiv redoslijed odigravanja međusobnih utakmica iz dostupnih izvora rezultat smanjen * - iz dostupnih izvora nije uočljiv domaćin susreta prekrižen rezultat - poništena ili brisana utakmica p - utakmica prekinuta 3:0 p.f. / 0:3 p.f. - rezultat 3:0 bez borbe n.i. - nije igrano |                          |     |     |     |      |     |     |     |     |      |      |     |     |     |     |

Izvori: